# Jim LeRoy
Jim LeRoy (5 avril 1961 – 28 juillet 2007) était un pilote de voltige américain. Ancien membre de l'US Marine Corps, il détient un Baccalauréat en sciences en Aéronautique et Astronautique, ainsi qu'un diplôme de technicien de maintenance d'aéronefs.

## Carrière Professionnelle
Ancien Marine Américain, il commence la voltige aérienne en tant que pilote solo. Il se fait connaitre avec ses démonstrations aéronautiques musclées, à bord de son Pitts special, qui ravissent le public. En 2003, Jim LeRoy rejoint une patrouille acrobatique, la X-Team, aussi appelée Masters of Disasters. Leur performance était généralement constituée de trois pilotes, volant en simultané, qui produisaient des démonstrations très énergiques, à travers des nuages de fumée réalisés par des camions propulsés par des réacteurs au sol. Après deux ans de réussites et de succès, un accident se produit le 10 juillet 2005, pendant un spectacle. Jimmy Franklin et Bobby Younkin, deux  pilotes de la patrouille, entrent en collision en plein-air. Jim LeRoy n'est pas impliqué et peut atterrir en toute sécurité, mais il décide de quitter la patrouille et de revenir à la voltige solo.
LeRoy est un des onze pilotes récompensés à la fois par le Art Scholl Showmanship Award (2002) et le Bill Barber Award for Showmanship (2003). Il est également un des rares pilotes de démonstration professionnel, capable de vivre de ses performances aériennes. 
LeRoy détient également les qualifications de pilote d'avion monomoteur, d'avion bimoteur, d'hélicoptère, d'instructeur avion, hélicoptère, de vol aux instruments et d'évaluateur de compétences acrobatiques.

## Mort
Leroy meurt le 28 juillet 2007, lors du Dayton Air Show (en) pendant un vol de démonstration dans son Pitts S2S Bulldog II avec la patrouille acrobatique X-Team Codename: Mary's Lamb. Les premières indications révèlent qu'il était en train de réaliser un demi huit cubain, avant de se retrouver trop près du sol pour redresser. Il s'écrasa sur la piste à plus de 300 km/h, à l'horizontale. L'avion se mit alors à glisser et s'enflamma. La médecine légale déclara que Leroy mourut lors de l'impact, à cause d'une fracture à la nuque due à la violence du choc, mais qu'il a également été gravement brulé.